# Verzasca TI
| TI ist das Kürzel für den Kanton Tessin in der Schweiz. Es wird verwendet, um Verwechslungen mit anderen Einträgen des Namens Verzasca zu vermeiden. |

Fahne

Verzasca ist eine politische Gemeinde im Schweizer Kanton Tessin. Sie bildet zugleich den Kreis Verzasca und gehört zum Bezirk Locarno.

## Geographie
Die Gemeinde Verzasca ist die flächengrösste des Kantons Tessin. Sie umfasst das gesamte Valle Verzasca mit Ausnahme von Mergoscia.
Der Ort Lavertezzo ist ein guter Ausgangspunkt, um in die Täler Pincascia, Carecchio, d’Agro und d’Orgnana zu gelangen. Die Brücke Ponte dei Salti aus dem 17. Jahrhundert überquert die Verzasca mit zwei eleganten Bögen. Sie ist auch als Ponte Romano («römische Brücke») bekannt.

## Geschichte
Am 8. Februar 2004 scheiterte die Fusion der Gemeinden Brione (Verzasca), Corippo, Frasco, Gerra (Verzasca), Gordola, Lavertezzo, Sonogno, Tenero-Contra und Vogorno in einer Volksabstimmung. Am 14. April 2013 lehnte Lavertezzo als einzige Gemeinde mit 58 % eine Fusion seiner Fraktion Lavertezzo Valle mit Brione (Verzasca), Corippo, Frasco, Gerra Valle (Fraktion von Cugnasco-Gerra), Sonogno und Vogorno ab, wobei Lavertezzo Valle mit 64 % zustimmte, die Exklave Riazzino (Lavertezzo Piano) hingegen mit 69 % Nein den Ausschlag für die Ablehnung gab. Am 25. August 2015 entschied das Bundesgericht, dass eine Gemeinde zwar zur Fusion gezwungen werden kann, aber nicht zur Aufteilung ihres Gebietes. Damit war die Fusion im Verzascatal erneut gescheitert.
Der Kanton schuf daraufhin eine neue Gesetzgebung, auf deren Grundlage die folgenden sieben Gemeinden beziehungsweise Gemeindeteile 2018 die Fusion beschlossen, die am 18. Oktober 2020 umgesetzt wurde:
- Gemeinde Brione
- Gemeinde Corippo
- Gemeinde Frasco
- Gebiet Gerra Valle der Gemeinde Cugnasco-Gerra (gesamtes Gemeindegebiet der früheren Gemeinde Gerra ohne das mit Cugnasco zusammengewachsene Gebiet Gerra Piano in der Magadinoebene).
- Gebiet Lavertezzo Valle der Gemeinde Lavertezzo (gesamtes Gemeindegebiet ohne die Exklave Riazzino in der Magadinoebene).
- Gemeinde Sonogno
- Gemeinde Vogorno

Eines der Ziele der Gemeindefusion war die territoriale Entflechtung der Gemeindegebiete, die infolge der einstigen Wirtschaftsweise der Bauern im Verzascatal entstanden waren, inzwischen aber keinen Zweck mehr erfüllten.

## Verkehr
Per Strasse wird das Tal von Gordola aus erschlossen. Eine Postautolinie bindet alle Talorte an Gordola, Tenero, den Bahnhof Tenero an der Bahnstrecke Giubiasco–Locarno und die Bezirkshauptstadt Locarno an.

## Bilder

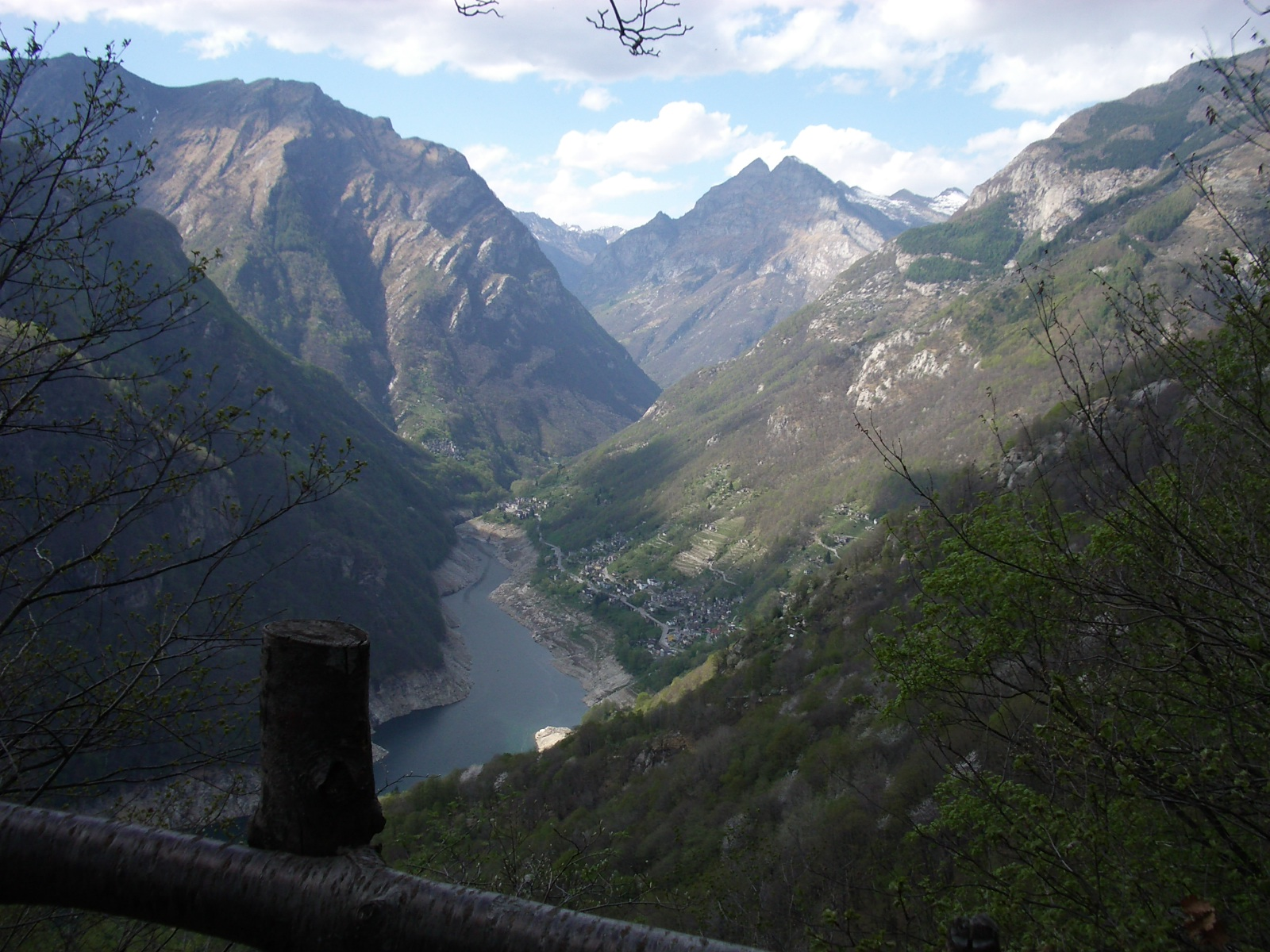
Verzascatal
Historisches Luftbild von Werner Friedli (1946)